# E-karta
Elektronička karta ili e-karta označava putni dokument, tj. potvrdu o kupnji mjesta, najčešće u zrakoplovnom prijevozu na letu putničkog zrakoplovnog prijevoznika direktno kod prijevoznika ili kod ovlaštenog agenta - putničkoj agenciji, bilo telefonski ili na web stranici. Ova vrsta putnih dokumenata ubrzano je zamijenila papirnate putne dokumente (od 0% do skoro 100% u periodu od 10 godina) i postala je obavezna za putne dokumente svih članica međunarodne udruge zrakoplovnih prijevoznika - IATA od 1. lipnja 2008. Tijekom zadnjih godina korišenja, kompanije su najčešće naplaćivale dodatne naknade za (nepotrebno) izdavanje papirnatih putnih dokumenata na izričit zahtjev putnika.
Termin e-karta također označava bilo koju vrstu potvrde o rezervaciji mjesta bilo za putovanje ili ulaznicu koja vrijedi i/ili zamjenjuje klasičnu papirnatu kartu.
Kod zrakoplovnog prijevoza, jednom kada je putovanje rezervirano i plaćneno, e-karta postoji samo kao digitalni zapis u rezervacijskom sustavu zrakoplovnog prijevoznika. Putnik dobiva potvrdu, koju može ispisati, a na kojoj se nalazi broj e-karte, kao i broj/potvrda rezervacije.
Joel R. Goheen smatra se za izumitelja elektroničkih karata u zrakoplovnoj industriji, s godišnjim prometom od preko 400 milijarde američkih dolara u (2007.) See Patents for Electronic Ticketing Inventions in the Airline Industry.

## Prijava za let s e-kartom
Kako bi se putnici prijavili za let s e-kartom, putnik dolazi na šalter za registraciju putnika gdje pokazuje svoju potvrdu o rezerviranom planu putovanja (engl. itinerary) koji sadrži broj rezervacije. Danas je, na većini zračnih luka, uobičajeno pokazati tek putni dokument jer se rezervacija u rezervacijskom sustavu vodi na temelju osobnih podataka putnika, koji se mogu dokazati putovnicom i/ili osobnom iskaznicom, a rjeđe i kreditnom karticom kojom je karta kupljena. Putnik pritom prijavljuje i svoju predanu prtljagu (ako je ima) i dobiva ukrcajnu propusnicu kojom se omogućuje ulazak u zrakoplov. Ukrcajna propusnica označena je riječima "Electronic Ticket" ili "e-ticket" ili "etix".

### Samostalna prijava i udaljena prijava
Većina aviokompanija i zračnih luka nudi opciju udaljene prijave na let putem službenih web stranica. Putnik unosi broj potvrde rezervacije i/ili broj e-karte i svoje osobne podatke te mu aviokompanija ili zračna luka izdaje ukrcajnu propusnicu. Udaljena prijava ( engl. online check-in) najčešće je dostupna od 24 sata pa do 1 sat prije vremena polaska zrakoplova. Osim identifikacijskog dokumenta, ukrcajna propusnica je jedini dokument potreban za ulazak u zrakoplov. 
Osim udaljene prijave zračne luke i prijevoznici nude i mogućnost samostalne prijave na kioscima (Customer Self Service Kiosk - CUSS) na zračnoj luci na kojima se moguće prijaviti pomoću broja potvrde rezervacije ili pomoću kartice čestog putnika.
Za ulazak u zrakoplov potrebno je na izlazu (engl. gate) predočiti ukrcajnu propusnicu i identifikacijski dokument sa slikom kako bi se nedvojbeno utvrdio identitet putnika.
E-karte su vrlo popularne jer omogućuju dodatne usluge kao što su:
- samostalna prijava, telefonska prijava na let ili prijava na kioscima
- ranija prijava za let
- samoizdavanje ukrcajnih propusnica
- mogućnost udaljene promjene putnih dokumenata
- nemogućnost gubitka putnih dokumenata

## Ograničenja e-karata
E-karte nisu dostupne na nekim letovima kompanija koje ih inače nude (npr. let Croatia Airlinesa Zagreb - Istambul). Ovo je moguće iz mnogo razloga, najčešće zbog softverske nekompatibilnosti rezervacijskih sustava različitih kompanija (Turkish Airlinesa i Croatia Airlinesa u ovom slučaju). U sličnom primjeru, ako zračna luka nije osposobljena za obradu e-karata, također nije moguće izdati e-kartu za polazak iz te zračne luke.
Ako pak nisu kompatibilni računalni sustavi aviokompanije i zračne luke, nije moguće napraviti udaljenu prijavu za let za koji je izdana e-karta (npr. let Turskih Airlinesa Zagreb - Istambul).
Trenutno rezervacijski sustavi većine prijevoznika imaju ograničenje o maksimalnom broju letova za izdavanje e-karte - 16 letova, uključujući i površinske segmente.

## Prelazak na 100% e-karte
Kao dio IATA-e inicijative pojednostavljenja poslovanja (IATA Simplifying the Business), udruga je provela program prelaska na 100% poslovanje pomoću e-karata. Program je uspješno završio 1. lipnja 2008. s konačnom procjenom uštede industiji u iznosu od 3 milijarde američkih dolara.
Godine 2004. IATA je odredila kraj 2007. kao trenutak prelaska na 100% poslovanje e-kartama; no u lipnju 2007 rok je pomaknut na 31. svibnja 2008.
Od 1. lipnja 2008. putničke agencije ne izdaju papirnate karte, osim nekih putničkih agenicja koje imaju status zastupnika aviokompanije u SAD-u. Aviokompanije su zadržale papirnate karte koje se koriste za izdavanje karata kod rijetkih slučajeva nekompatibilnosti rezervacijskih sustava, kao i besplatnih karata za službena putovanja. čime industrija i dalje nije ispoštovala mandat IATA o 100% korištenju e-karata.

## Napomena
1. ↑  Completed Projects: E-ticketing. Inačica izvorne stranice arhivirana 26. listopada 2009. Pristupljeno 28. listopada 2009. journal zahtijeva |journal= (pomoć)
2. ↑  Annual General Meeting - 2004 - Electronic Ticketing. Inačica izvorne stranice arhivirana 12. ožujka 2010. Pristupljeno 28. listopada 2009. journal zahtijeva |journal= (pomoć)
3. ↑  100% Electronic Ticketing Deadline Extension to 31 May 2008. IATA. Inačica izvorne stranice arhivirana 10. veljače 2008. Pristupljeno 11. lipnja 2009.

## Vanjske poveznice
- IATA Simplifying the Business ET webpage  Arhivirana inačica izvorne stranice od 7. listopada 2009. (Wayback Machine)
- See Electronic Ticketing Patents